# Oscar Bloch
Pour les articles homonymes, voir Bloch.
Oscar Bloch, né le 8 mai 1877 au Thillot et mort le 15 avril 1937 à Paris, est un linguiste et lexicographe français. Il est un des directeurs à l’École pratique des hautes études de Paris et codirecteur du Dictionnaire étymologique de la langue française.

## Biographie
Né d'une famille juive vosgienne, il est le frère de Camille Bloch, historien, et le père du latiniste et étruscologue Raymond Bloch.
Agrégé de grammaire et professeur au lycée Buffon, il a travaillé notamment sur la lexicologie (1933), l'étymologie (1935), la dialectologie gallo-romane (1933). Né dans les Vosges méridionales où existait un patois roman jusqu'à la Seconde Guerre mondiale, il en a rédigé un lexique français-patois en 1915.
Il fut directeur d'études à l'École pratique des hautes études de Paris. Il est notamment connu pour son Dictionnaire étymologique de la langue française, dont il a assuré la direction avec Walther von Wartburg. Ce dictionnaire publié pour la première fois en 1932 a été réédité à de nombreuses reprises.
Il a également fait des recherches sur le langage des jeunes enfants.